# 查戈加戈格曼乔加戈格乔布纳贡加毛格
查戈加戈格曼乔加戈格乔布纳贡加毛格（Chargoggagoggmanchauggagoggchaubunagungamaugg），美國馬薩諸塞州韦伯斯特（Webster）地區乔布纳贡加毛格湖（Lake Chaubunagungamaug）東岸地區的非官方名字。尼普穆克族（Nipmucks）人和其他印第安人都給了它各種各樣相似的名字。韋伯斯特的許多居民稱它為韋伯斯特湖，因為他們根本發不出這麼長的音節，不過他們對這個名字十分長的地名感到自豪。長名字的拼寫變化頻繁，正式標誌在湖的附近。
“查戈加戈格曼乔加戈格乔布纳贡加毛格”的意思大致是「在邊界釣魚地區的曼乔格的英國人」（Englishmen at Manchaug at the Fishing Place at the Boundary），當英國人來到這地區時，乔布纳贡加毛格湖是幾個印第安部落的邊界，所以才會有這樣古怪的名稱。
拉里·達利（Larry Daly）任《韋伯斯特時報》（Webster Times）期間，寫了一篇關於湖的幽默文章，和關於它的名字的意思。他提出了翻譯： 「你在你那邊釣魚，我在我這邊釣魚，沒有人在中間釣魚。」（You Fish on Your Side, I Fish on My Side, Nobody Fish in the Middle.）。這翻譯普遍受採納，但實際翻譯卻不為人所知。
查戈加戈格曼乔加戈格乔布纳贡加毛格是世界上第六長的地名，湖的表面積為1,442英畝（5.83km2）。